# Aiterhofen
Aiterhofen är en kommun och ort i Landkreis Straubing-Bogen i Regierungsbezirk Niederbayern i förbundslandet Bayern i Tyskland.
Kommunen ingår i kommunalförbundet Aiterhofen tillsammans med kommunen Salching.